# Пфаррдорф

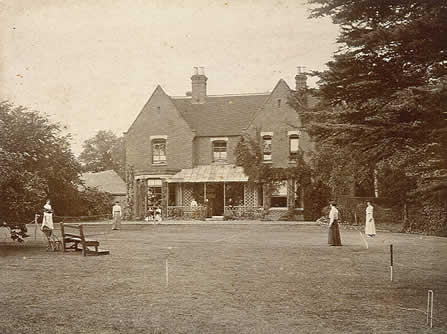
Будинок священика в Борлі, 1892

Пфаррдорф (нім. Pfarrdorf), Аудіофайл «De-Pfarrdorf.ogg» не знайдено — в німецькомовних країнах і країнах Північної Європи великий сільський населений пункт з церквою, де розташовується адміністративний і, як правило, житловий парафіяльні будинки (нім. Pfarrhaus) священнослужителя (священика). Пфаррдорф належить відповідному населеному пункту (населеним пунктам) і охоплює усіх парафіян в просторово-окресленому районі, будучи центром церковної громади (нім. Pfarrkirche, Kirchengemeinde). 

## Церковна парафія
У пфаррдорфі розташовується парафіяльна церква (нім. Pfarrkirche), яка діє в якості конституційного релігійного центру парафії (нім. Pfarrei) і є головною адміністративною одиницею Єпископальної системи церковного управління. Парафіяльні церкви грають найважливішу роль в житті суспільства, особливо в сільській місцевості. Часто в будинках, що належать Церкви, проводяться і не пов'язані з релігією суспільні події. У багатьох селах Європи є парафіяльні церкви, засновані ще у середні століття.
На відміну від ярмаркових селищ (нім. Minderstadt в Німеччині; нім. Marktgemeinde в Австрії, Баварії і Південному Тіролі; нім. Flecken (Ort) в Німеччині [ Шлезвіг-Гольштейн, Гессен, Нижня Саксонія, Саксонія-Ангальт ] і Швейцарії), міст або монастирів, де священики (пастори) обслуговують в основному свої парафії, в сільській місцевості, як правило, через брак священиків пастору можуть бути передані на душпастирську опіку кілька парафій. 

## Кірхдорф і пфаррдорф
Кірхдорфом називається населений пункт (нім. Ort), що має церкву з регулярними богослужіннями, які проводить запрошений священик.
Позначення Пфаррдорф и Кірхдорф (нім. Kirchdorf) сьогодні сприймаються в основному в історичному сенсі, і в даний час застосовуються в районах з великою кількістю розкиданих поселень. У середні століття ці церковні поселення були локальними центрами та охоплювали групи місцевих присілків (нім. Weiler) і будувалися частково за рахунок пожертвувань, за рахунок коштів місцевих церков і засобів поміщиків.